# Umberto Eco
Umberto Eco (Alessandria, Piemont, Itàlia, 5 de gener de 1932 - Milà, Llombardia, Itàlia, 19 de febrer de 2016) fou un semiòleg, filòsof i escriptor italià, famós tant per les obres de ficció –destaca sobretot en el camp de la novel·la– com pels tractats de semiòtica. Totes les seves obres denoten que tenia interès per la filosofia tomista i la cultura medieval.

## Biografia
Nascut el 1932 a la població d'Alessandria en una família de tretze fills, va estudiar filosofia i lletres a la Universitat de Torí, on es va doctorar. Va exercir de professor en diversos centres de prestigi i, a partir de l'any 1971, va ocupar la càtedra de Semiòtica a la Universitat de Bolonya. El reconeixement del món de l'educació superior el va portar a ser doctor honoris causa de 38 universitats.
Va ser anomenat sàtrapa de la patafísica per les seves obres humorístiques –entre les quals destaca Com viatjar amb un cangur– i per haver perfeccionat una de les seves branques, la cacopèdia. Altres distincions el van portar a ser membre del Consell de Savis de la UNESCO. L'any 2000 va rebre el Premi Príncep d'Astúries de Comunicació i Humanitats. Va treballar també en mitjans de comunicació com a difusor cultural. Les seves passions van centrar-se en l'edat mitjana, les llengües i els clàssics. Curiosament, també va manifestar ser un expert en James Bond.
Segons l'escriptor, la cultura medieval conté el sentit de la innovació, però el que no pretén és demostrar la innovació mitjançant repeticions, com en la cultura moderna, que tot i repetir intenta fer creure que innova sobre temes diferents, encara que són vists. Es demostra, a més, que l'originalitat era per als medievals una falta d'ignorància. De fet, es pot afirmar que mitjançant l'edat mitjana s'han creat diverses innovacions i està marcada per l'originalitat, tot i no estar massa ben demostrat.
Una de les seves grans introduccions a l'estètica medieval és Art i bellesa en l'estètica medieval.

## Carrera

### Filosofia i estètica medievals (1954-1964)
Després de graduar-se, Eco va treballar per a l'emissora estatal Radiotelevisione Italiana (RAI) a Milà, produint una varietat de programacions culturals. Després de la publicació del seu primer llibre el 1956, es va convertir en professor ajudant a la seva alma mater. El 1958, Eco va deixar la RAI i la Universitat de Torí per completar 18 mesos de servei militar obligatori a l'exèrcit italià.
El 1959, després del seu retorn a la docència universitària, Valentino Bompiani es va acostar a Eco per editar una sèrie sobre «Idee nuove» per a la seva editorial homònima de Milà. Segons l'editorial, va conèixer Eco a través del seu petit fullet de dibuixos animats i versos Filosofi in libertà, que s'havia publicat originalment en una tirada limitada de 550 amb el pseudònim Dèdal, d'inspiració de James Joyce.
Aquell mateix any, Eco va publicar el seu segon llibre, Sviluppo dell'estetica medievale (El desenvolupament de l'estètica medieval), una monografia erudita que es basa en el seu treball sobre Aquino. Aconseguint la seva libera docenza en estètica l'any 1961, Eco va ser promogut a la posició de professor de la mateixa assignatura el 1963, abans de deixar la Universitat de Torí per ocupar una posició de professor d'Arquitectura a la Universitat de Milà el 1964.

### Primers escrits sobre semiòtica i cultura popular (1961-1964)
Entre els seus treballs per a un públic general, l'any 1961, Eco va treure l'assaig breu Fenomenologia de Mike Bongiorno, una anàlisi crítica d'un programa de concursos popular però sense refinar, com a part d'una sèrie d'articles d'Eco sobre mitjans de comunicació publicats a la revista del fabricant de pneumàtics Pirelli. Allà, Eco va observar que «[Bongiorno] no provoca complexos d'inferioritat, tot i presentar-se com un ídol, i el públic el reconeix, restant-li agraït i estimant-lo. Ell representa un ideal que ningú ha d'esforçar-se per assolir perquè tothom ja està al seu nivell». Rebent notorietat entre el gran públic gràcies a una àmplia repercussió mediàtica, l'assaig va ser inclòs posteriorment a la col·lecció Diario minimo (1963).
Durant aquest període, Eco va començar a desenvolupar seriosament les seves idees sobre el text «obert» i sobre la semiòtica, escrivint molts assajos sobre aquests temes. El 1962 va publicar Opera aperta. Eco hi defensava que els textos literaris són camps de significat, més que cadenes de significat; i que s'entenen com a camps oberts, dinàmics internament i compromesos psicològicament. La literatura que limita la comprensió potencial a una línia única i inequívoca, el text tancat, segueix sent el menys gratificant, mentre que els textos que són els més actius entre la ment, la societat i la vida (textos oberts) són els més vius i millors, encara que la terminologia de valoració no era el seu focus principal. Eco va arribar a aquestes posicions a través de l'estudi del llenguatge i de la semiòtica, més que per la psicologia o l'anàlisi històrica (com ho van fer teòrics com Wolfgang Iser, d'una banda, i Hans-Robert Jauss, de l'altra).
En el seu llibre de 1964 Apocalittici e integrati, Eco va continuar la seva exploració de la cultura popular, analitzant el fenomen de la comunicació de masses des d'una perspectiva sociològica.

### Comunicació visual i guerrilla semiològica (1965-1975)
De 1965 a 1969, va ser professor de Comunicació Visual a la Università degli Studi di Firenze, on va pronunciar la influent conferència Cap a una Guerra de guerrilla semiològica, que va encunyar el terme influent «guerrilla semiològica», i va influir en la teorització de la guerrilla. Tàctiques contra la cultura dels mitjans de comunicació de masses, com ara la televisió guerrillera i l'embolic cultural. Entre les expressions utilitzades a l'assaig hi ha «Guerra de guerrilles comunicatives» i «guerrillera cultural». L'assaig es va incloure més tard al llibre d'Eco Faith in Fakes.
L'enfocament d'Eco a la semiòtica sovint es coneix com a «semiòtica interpretativa». En el seu primer llibre, la seva teoria apareix a La struttura assente (1968; literalment: L'estructura absent).
El 1969 va marxar per convertir-se en professor de semiòtica a la Politècnica de Milà, passant el seu primer any com a professor visitant a la Universitat de Nova York. El 1971 va ocupar un lloc com a professor associat a la Universitat de Bolonya i va passar el 1972 com a professor visitant a la Northwestern University. Després de la publicació d'Una Teoria de Semiòtica el 1975, va ser promogut a professor de semiòtica a la Universitat de Bolonya. Aquell mateix any, Eco va deixar el seu càrrec d'editor sènior de no ficció a Bompiani.

### Nom de la rosaiPèndol de Foucault(1975–1988)

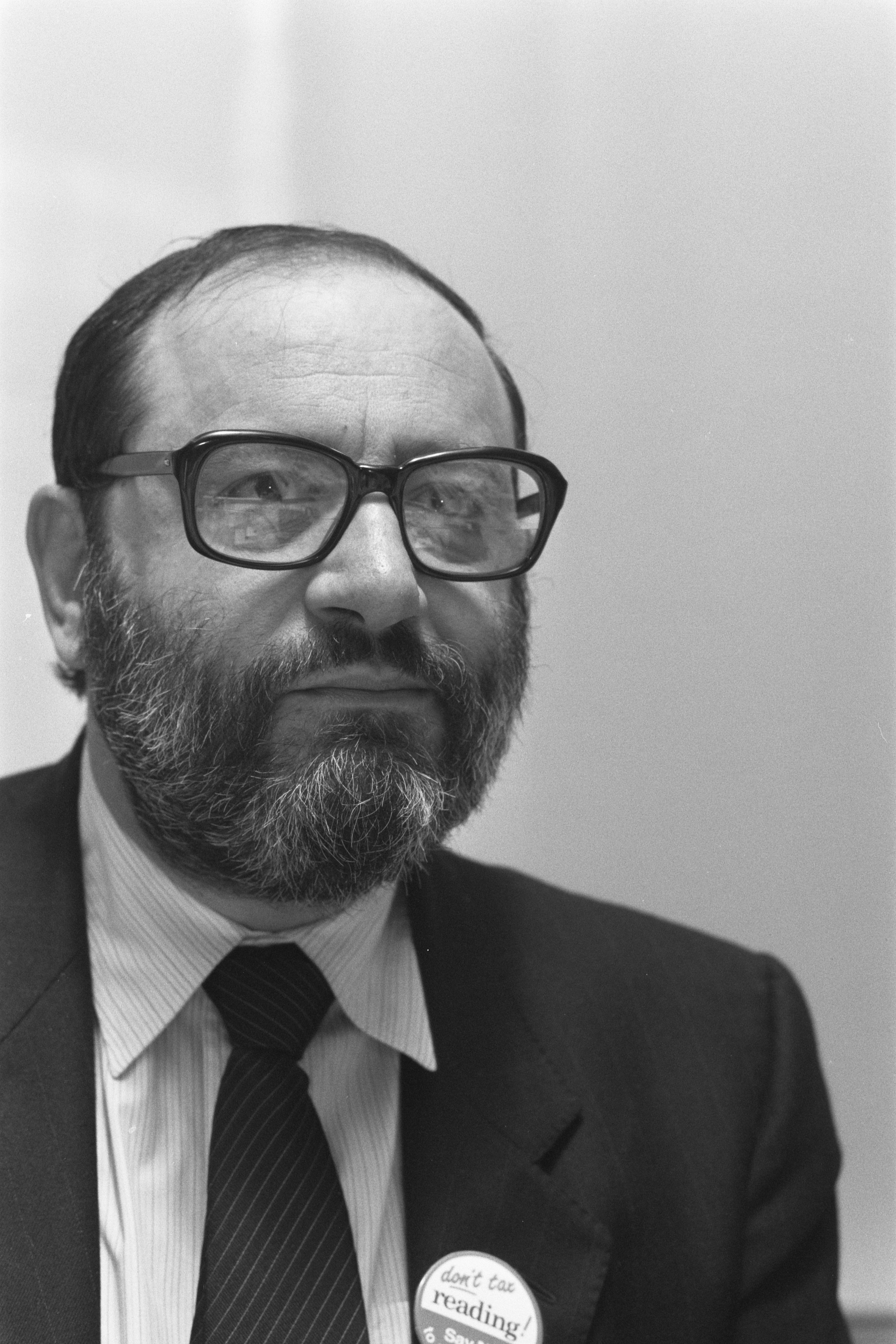
Umberto Eco el 1987.

De 1977 a 1978 Eco va ser professor visitant a la Universitat Yale i després a la Universitat de Colúmbia. Va tornar a Yale del 1980 al 1981 i a Columbia el 1984. Durant aquest temps va completar El paper del lector (1979) i Semiòtica i filosofia del llenguatge (1984).
Eco es va basar en els seus antecedents com a medievalista a la seva primera novel·la El nom de la rosa (1980), un misteri històric ambientat en un monestir del segle XIV. El frare franciscà Guillem de Baskerville, ajudat pel seu ajudant Adso, un novici benedictí, investiga una sèrie d'assassinats en un monestir que ha d'acollir un important debat religiós. La novel·la conté nombroses referències metatextuals directes o indirectes a altres fonts que requereixen la tasca detectivesca del lector per «resoldre». El títol no s'explica al cos del llibre, però al final hi ha un vers llatí  Stat rosa pristina nomine, nomina nuda tenemus (sobre una rosa que existia, tot el que podem aprendre és el seu nom buit). La rosa serveix com a exemple del destí de totes les coses notables. Hi ha un homenatge a Jorge Luis Borges, una gran influència en Eco, en el personatge Jorge de Burgos: Borges, com el monjo cec Jorge, va viure una vida de celibat consagrada a la seva passió pels llibres, i també va quedar cec més endavant. La biblioteca laberíntica d'El nom de la rosa també fa al·lusió al conte de Borges La biblioteca de Babel. Guillem de Baskerville és un anglès de mentalitat lògica que és frare i detectiu. El seu nom evoca tant Guillem d'Occam com Sherlock Holmes (a través de El gos dels Baskerville); uns quants passatges que el descriuen recorden fortament les descripcions de Sir Arthur Conan Doyle sobre Holmes. El misteri subjacent de l'assassinat s'ha manllevat de Les mil i una nits.
El nom de la rosa es va convertir més tard en una pel·lícula, que segueix la trama, encara que no els temes filosòfics i històrics de la novel·la i protagonitzada per Sean Connery, F. Murray Abraham, Christian Slater i Ron Perlman i una mini-sèrie per a televisió.
A El pèndol de Foucault (1988), tres editors poc ocupats que treballen per a una editorial menor decideixen divertir-se inventant una teoria de la conspiració. La seva conspiració, que anomenen «El Pla», tracta d'un complot immens i complex per apoderar-se del món per una ordre secreta descendent dels cavallers templers. A mesura que avança el joc, els tres s'obsessionen lentament amb els detalls d'aquest pla. El joc es torna perillós quan els forasters s'assabenten del Pla i creuen que els homes realment han descobert el secret per recuperar el tresor perdut dels templers.

### Antropologia d'Occident iL'illa del dia abans(1988-2000)
El 1988, Eco va fundar el Departament d'Estudis dels mitjans de comunicació de massa de la Universitat de la República de San Marino, i el 1992 va fundar l'Institut de Disciplines de Comunicació a la Universitat de Bolonya, fundant posteriorment l'Escola Superior d'Estudis de les Humanitats a la mateixa institució.
El 1988, a la Universitat de Bolonya, Eco va crear un programa inusual anomenat Antropologia d'Occident des de la perspectiva dels no occidentals (estudiosos africans i xinesos), tal com es defineix amb els seus propis criteris. Eco va desenvolupar aquesta xarxa internacional transcultural a partir de la idea d'Alain le Pichon a l'Àfrica Occidental. El programa de Bolonya va donar lloc a la primera conferència a Canton, Xina, l'any 1991 titulada Fronteres del coneixement. El primer esdeveniment va ser seguit aviat per un seminari itinerant euroxinès sobre Malentesos en la recerca de l'universal al llarg de la ruta comercial de la seda de Canton a Pequín. Aquest últim va culminar amb un llibre titulat L'unicorn i el drac, que parlava de la qüestió de la creació de coneixement a la Xina i a Europa. Els estudiosos que van contribuir a aquest volum eren de la Xina, com Tang Yijie, Wang Bin i Yue Daiyun, així com d'Europa: Furio Colombo, Antoine Danchin, Jacques Le Goff, Paolo Fabbri i Alain Rey.
Eco va publicar Els límits de la interpretació el 1990.
Del 1992 al 1993, Eco va ser professor visitant a la Universitat Harvard i del 2001 al 2002 al St Anne's College d'Oxford.
L'illa de despús-ahir (1994) va ser la tercera novel·la d'Eco. El llibre, ambientat al segle xvii, tracta d'un home encallat en un vaixell a la vista d'una illa que creu que es troba a l'altre costat de la línia de canvi de data internacional. El personatge principal està atrapat per la seva incapacitat per nedar i, en canvi, passa la major part del llibre recordant la seva vida i les aventures que el van portar a quedar encallat.
Va tornar a la semiòtica a Kant i l'ornitorinc l'any 1997, un llibre del qual se suposa que Eco va advertir que els seus seguidors no fossin, dient: «Aquest és un llibre dur. No és un pas de pàgina. Has de quedar-te a cada pàgina durant dues setmanes amb el teu llapis. En altres paraules, no el compreu si no sou Einstein».
L'any 2000, un seminari a Timbuctu, Mali, va ser seguit d'una altra trobada a Bolonya per reflexionar sobre les condicions del coneixement recíproc entre Orient i Occident. Això, al seu torn, va donar lloc a una sèrie de conferències a Brussel·les, París i Goa, que van culminar a Pequín el 2007. Els temes de la conferència de Pequín van ser «Ordre i desordre», «Nous conceptes de guerra i pau», «Drets humans» i «Justícia i harmonia socials». Eco va presentar la conferència inaugural. Entre els que van fer presentacions hi havia els antropòlegs Balveer Arora, Varun Sahni i Rukmini Bhaya Nair de l'Índia, Moussa Sow d'Àfrica, Roland Marti i Maurice Olender d'Europa, Cha Insuk de Corea i Huang Ping i Zhao Tinyang de la Xina. També hi havia al programa acadèmics dels camps del dret i de la ciència, com Antoine Danchin, Ahmed Djebbar i Dieter Grimm. L'interès d'Eco pel diàleg est-oest per facilitar la comunicació i la comprensió internacionals també es correlaciona amb el seu interès relacionat per la llengua auxiliar internacional esperanto.

### Novel·les i escrits posteriors (2000–2016)

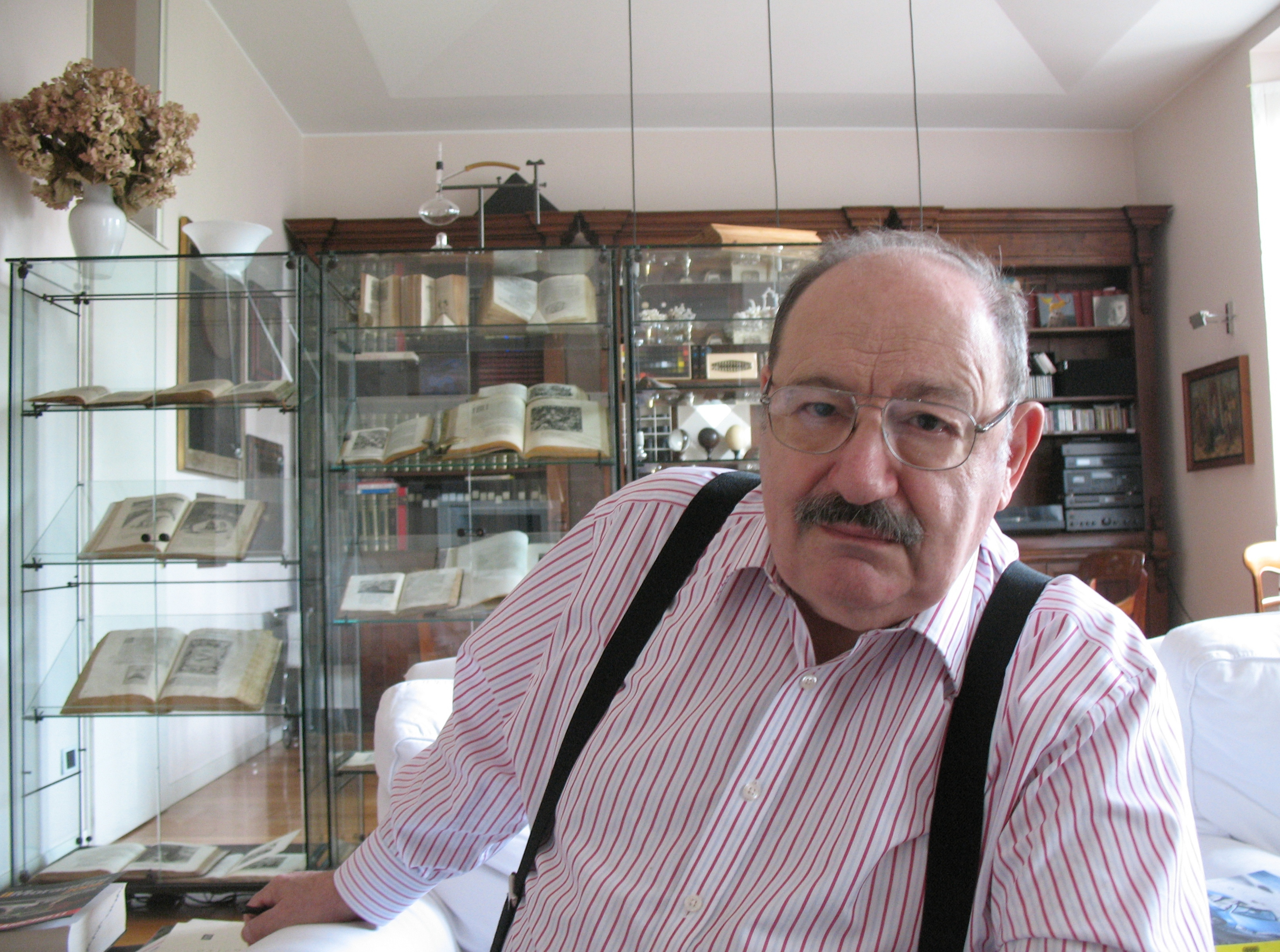
Eco a casa seva el 2010

Baudolino es va publicar l'any 2000. Baudolino és un erudit piemontès poliglot molt viatjat que salva l'historiador bizantí Nicetes Coniata durant el saqueig de Constantinoble a la Quarta Croada. Afirmant ser un mentider consumat, confia la seva història, des de la seva infantesa com a camperol dotat d'una imaginació viva, passant pel seu paper de fill adoptiu de l'emperador Frederic Barbarroja, a la seva missió de visitar el mític regne del Preste Joan. Al llarg de la seva narració, Baudolino presumeix de la seva habilitat per estafar i explicar històries, deixant a l'historiador (i al lector) insegur de quina part de la seva història era mentida.
La misteriosa flama de la reina Loana (2005) tracta sobre Giambattista Bodoni, un antic llibreter especialitzat en antiguitats que surt d'un coma amb només uns quants records per recuperar el seu passat. Bodoni està pressionat per prendre una decisió molt difícil, entre el seu passat i el seu futur. Ha d'abandonar el seu passat per viure el seu futur o recuperar el seu passat i sacrificar el seu futur.
El cementiri de Praga, la sisena novel·la d'Eco, es va publicar el 2010. És la història d'un agent secret que «teixeix trames, conspiracions, intrigues i atacs, i ajuda a determinar el destí històric i polític del continent europeu». El llibre és una narració de l'auge de l'antisemitisme modern, a través de l'afer Dreyfus, Els protocols dels savis de Sió i altres esdeveniments importants del segle XIX que van donar lloc a l'odi i l'hostilitat cap al poble jueu.
El 2012, Eco i Jean-Claude Carrière van publicar un llibre de converses sobre el futur dels portadors d'informació. Eco va criticar les xarxes socials, dient per exemple que «les xarxes socials donen dret a parlar a legions d'idiotes quan només parlaven en un bar després d'una copa de vi, sense perjudicar la comunitat... però ara tenen el mateix dret a parlar que un premi Nobel. És la invasió dels idiotes».
De l'arbre al laberint: estudis històrics sobre el signe i la interpretació (2014).
Número zero es va publicar el 2015. Ambientada l'any 1992 i narrada per Colonna, un periodista hack que treballa en un diari de Milà, ofereix una sàtira de la cultura del subornament i el suborn a Itàlia així com, entre moltes coses, el llegat del feixisme.

## Obres

### Novel·les
- El nom de la rosa (1980): novel·la històrica que va ser adaptada al cinema[27] i es va convertir en un supervenda. Barreja els elements d'intriga amb l'erudició medieval i apropa l'època al present. Aquesta novel·la està ambientada en un monestir de l'edat mitjana.
- El pèndol de Foucault (1988): obra que mostra com tres treballadors d'una editorial es veuen atrapats en la seva pròpia ficció, en la qual el premi literari fictici Petruzzellis della Gattina té un paper preponderant. S'hi desenvolupa la idea de crear la Facultat d'Irrellevància comparada, ja formulada en el segon volum del Diari mínim.
- L'illa del dia abans (1994): un noble del segle xvii es veu atrapat en un iot en un fus horari i reflexiona sobre el pas del temps, l'altre i les convencions.
- Baudolino (2000): novel·la que explica les aventures d'un jove camperol adoptat per un emperador, estructurada de manera semblant a la novel·la picaresca.
- La misteriosa flama de la reina Loana (2004): un home que perd la memòria intenta recuperar-la, recreant l'època de joventut del mateix autor.
- El cementiri de Praga (2010): narració històrica i conte politicofilosòfic, que parla d'impostures i estafes, en què es desemmascara la història dels protocols dels savis de Sió.[28]
- Número zero (2015): novel·la ambientada a Milà el 1992, amb fortes referències a la història política, periodística i judicial italiana, amb formes de complot que van de Tangentopoli a Gladio, passant per la lògia P2 i el terrorisme roig.

### Obres assagístiques
- Opera Aperta
- Diari mínim
- Kant i l'ornitorinc
- Semiòtica i filosofia del llenguatge
- El signe
- Art i bellesa a l'estètica medieval
- Els límits de la interpretació
- Sis passejades pels boscos narratius
- Lector in fabula
- Apocalíptics i integrats
- Sobre literatura
- A la recerca de la llengua perfecta
- Història de la bellesa
- Història de la lletjor
- El vertigen de les llistes

## Premis i reconeixements
- Premi austríac de literatura europea
- Premi Príncep d'Astúries de Comunicació i Humanitats (2000)

## En la cultura popular
- Eco va fer un cameo a la pel·lícula de Michelangelo Antonioni de 1961 La notte (La nit), interpretant un convidat a la festa on es celebra la publicació, per part de l'editorial Bompiani (on Eco era editor a la vida real), del nou llibre del protagonista, Giovanni Pontano (Marcello Mastroianni).[29][30]